# Craugastor occidentalis
Craugastor occidentalis là một loài ếch thuộc họ Leptodactylidae.
Đây là loài đặc hữu của México.
Môi trường sống tự nhiên của chúng là rừng khô nhiệt đới hoặc cận nhiệt đới.